# Rio Arouce
O Arouce é um rio português que nasce na Serra da Lousã. No seu percurso, passa pela Lousã e vai desaguar na margem esquerda do Ceira, em Foz de Arouce.